# Like I Can
Like I Can – piąty singel i siódma z kolei piosenka z albumu In the Lonely Hour brytyjskiego piosenkarza i kompozytora Sama Smitha.

## Lista utworów

### EP (Capitol 00602547110091)
1. "Like I Can" (Radio Mix) 2:47
2. "Like I Can" (Artful Remix) 4:34
3. "Like I Can" (Jonas Rathsman Remix) 7:00
4. "Like I Can" (iLL BLU Remix) 6:30

## Notowania

### Świat[2]
- Australia: 23
- Nowa Zelandia: 19

### Polska
- Radioaktywna lista przebojów Radio FAMA: 4[3]
- Fresh Top 20 – Planeta.fm: 20[4]